# Quinto Sertorio
Quinto Sertorio (in latino Quintus Sertorius; Nursia, 126 a.C. – 72 a.C.) è stato un politico e militare romano della tarda Repubblica.

## Biografia
Nativo di Norcia, all'epoca in Sabina, era parente di Gaio Mario in quanto figlio della cugina di Mario. Si trasferì giovanissimo a Roma, acquistando una certa reputazione come giurista ed oratore. Intrapresa la carriera militare, si fece notare al fianco di Gaio Mario nel 102 a.C., durante la celebre battaglia di Aquae Sextiae (ora Aix-en-Provence, Francia) in cui i Teutoni furono sconfitti definitivamente dai Romani. Nel 97 a.C. servì in Spagna e nel 91 fu questore nella Gallia Cisalpina. Al suo ritorno a Roma sarebbe stato eletto al tribunato se non fosse stato per la decisa opposizione di Silla.
Preferì pertanto schierarsi con Mario ed il partito dei populares. Deve aver tenuto una posizione acquiescente verso Mario e Cinna allorquando costoro effettuarono numerose esecuzioni sommarie a Roma e nel Lazio (87 a.C.); non risulta infatti che abbia fatto molto per porre termine a tali uccisioni. Al ritorno di Silla dall'est nell'83, Sertorio andò in Spagna, dove rappresentò il partito Mariano o dei populares, ma senza aver ricevuto alcun incarico definito.
Essendo stato obbligato a ritirarsi nell'Africa del Nord a causa dell'avanzata delle forze di Silla sui Pirenei, continuò una campagna in Mauretania, dove sconfisse uno dei comandanti di Silla e catturò Tingis (Tangeri). Questo successo lo rese gradito alle popolazioni ispaniche, specialmente alle tribù della Lusitania, nell'ovest, che i generali ed i governatori romani del partito di Silla avevano saccheggiato e oppresso. Quando arrivò in questa terra, corrispondente all'odierno Portogallo, aveva ai suoi ordini un piccolo esercito di 2.600 romani e 700 africani: ma sul posto raccolse presto rinforzi importanti (4.000 fanti e 700 cavalieri).
Ottimo combattente, coraggioso, come dimostravano le sue tante ferite e l'aver perso un occhio, comunque gentile nonché dotato di grande eloquenza, Sertorio impressionò favorevolmente le genti autoctone, e la milizia locale, che aveva organizzato, parlava di lui come del "nuovo Annibale". Molti rifugiati e disertori romani si unirono a Sertorio e con questi ed i suoi volontari ispanici sconfisse completamente uno dei comandanti di Silla e cacciò via dalla Lusitania, (o Hispania ulterior come la chiamavano i Romani) il governatore Quinto Cecilio Metello Pio, che era stato inviato da Roma specificamente contro di lui.
Sertorio doveva molto del suo successo alla sua abilità di statista. Il suo obiettivo era sviluppare un governo stabile nel paese con il consenso e la cooperazione della gente, che desiderava civilizzare secondo il modello romano. Stabilì un senato di 300 membri, controllato dagli emigrati romani, con probabilmente alcuni fra gli ispanici migliori e si circondò di una guardia del corpo locale. Per i bambini delle principali famiglie locali aprì una scuola a Osca (Huesca), dove ricevevano una formazione romana e adottavano perfino il vestito delle gioventù romane.
Rigoroso e severo con i suoi soldati, era in genere ben considerato dalle classi popolari e rese le loro difficoltà, per quanto possibile, più sostenibili. Sembra chiaro che aveva un dono particolare per suscitare l'entusiasmo delle rudi tribù e possiamo capire bene come il famoso cerbiatto bianco, un regalo ricevuto da uno dei locali, che era il suo costante compagno e che si supponeva che gli comunicasse i consigli di Diana, promuovesse la sua popolarità.
Si può dire che per sei anni abbia realmente governato la Spagna. Nel 77 si unì a lui Marco Perperna Vento che veniva da Roma, con un seguito di nobili romani e lo stesso anno fu inviato Gneo Pompeo Magno per sconfiggerlo. Sertorio dimostrò, secondo taluni, di valere più del suo giovane avversario Pompeo, sconfiggendolo completamente nei pressi di Saguntum. Pompeo scrisse a Roma per chiedere rinforzi, senza cui, egli disse, lui e Metello sarebbero stati cacciati via dalla Spagna. In realtà Sertorio fu sconfitto più dalla tattica temporeggiatrice di Metello che da quella avventata e spregiudicata di Gneo Pompeo Magno, che proprio in questa occasione imparerà a crescere e a diventare un grande comandante militare, imparando dai propri errori.
Si disse che Sertorio fosse in lega con i pirati del Mar Mediterraneo e che stava negoziando con Mitridate e che era in comunicazione con gli schiavi che insorgevano in Italia (Rivolta di Spartaco). Ma a causa delle gelosie fra gli ufficiali romani che servivano sotto di lui con gli ispanici di rango più elevato, non poté mantenere la sua posizione e la sua influenza sopra le tribù natali venne meno, benché avesse vinto sempre fino alla fine. Nel 72 a.C. fu assassinato in un banchetto, e sembra che il principale istigatore sia stato Marco Perperna Vento dopo che Quinto Cecilio Metello Pio e Gneo Pompeo Magno ebbero messo una taglia sulla sua testa, e messo zizzania tra i suoi.